# 头花马先蒿
头花马先蒿（学名：Pedicularis cephalantha）为列当科马先蒿属的植物，为中国的特有植物。分布于中国大陆的云南等地，生长于海拔4,000米至4,850米的地区，常生于高山草地中和云杉林中，目前尚未由人工引种栽培。

## 异名
- Pedicularis cephalantha Franch. ex Maxim. var. szetchaanica Bonati